# Дуванин, Иван Михайлович
Иван Михайлович Дуванин (2 декабря 1898, Уфа — 20 октября 1976, Тула) — советский актёр, заслуженный артист РСФСР (1952).

## Биография
Родился в Уфе. Актёрскую карьеру Дуванин начал в 1920 году. В 1929 году — актёр Ярославского театра им. Волкова, в 1938—1939 годы — актёр Московского драмтеатра им. Моссовета, в 1942—1958 годы — актёр Тульского театра драмы. В 1952 году удостоен звания Заслуженный артист РСФСР. Был депутатом областного Совета, председателем областного отделения Всероссийского театрального общества. Умер в Туле в 1976 году.
В Туле в доме по адресу проспект Ленина, 19, где с 1956 по 1976 год жил актёр, установлена мемориальная доска.